# Elof Hällgren
Elof Vendel Hällgren, född 16 maj 1887 i Mjällby församling, Blekinge län, död där 14 april 1973, var en svensk möbelsnickare och politiker (socialdemokrat).
Hällgren var ledamot av riksdagens andra kammare 1929–1947. Han tillhörde första kammaren från 1948.